# Leioproctus deltivagus
Leioproctus deltivagus là một loài Hymenoptera trong họ Colletidae. Loài này được Ogloblin mô tả khoa học năm 1948.